# 特勒根定理
特勒根定理（英語：Tellegen's theorem），于1952年由伯纳德·特勒根提出，是电路网路分析理论中最重要的理论之一。由特勒根定理可以推出电路网路理论中大多数能量分布定理和极值定理。特勒根定理给出了遵守基尔霍夫电路定律的电路之间的一个简单关系。
特勒根定理适用于许多电路网路，只要该网路满足总电流守恒（基尔霍夫电流定律（KCL））且所有闭合回路电压代数和为零（基尔霍夫电压定律（KVL））。特勒根定理在分析电路和与电路相类似的复杂网路（如神经系统、代谢网路、管道网路与化工过程网路）中是一种常用的工具。

## 定律
现讨论以图{\displaystyle G}描述的一个有{\displaystyle b}条边和{\displaystyle n_{t}}个节点的网络。对于一个电路网络，边表示二端元器件，节点处为元件间的电气连接。对图中所有边设其两端电势差为{\displaystyle U_{k}}，支路电流为{\displaystyle I_{k}}（{\displaystyle k=1,2,\dots ,b}）且均取关联参考方向。若所有的回路电压均满足KVL且节点电流都满足KCL，则有：
{\displaystyle \sum _{k=1}^{b}U_{k}I_{k}=0.}
特勒根定理的应用十分广泛，适用于许多电路，无论其是否包含非线性元件、是否是稳恒电路。而且对电流电压做线性变换不影响特勒根定理的成立，因为KCL与KVL不受线性变换影响。例如对电流电压取平均时或拉普拉斯变换下特勒根定理仍然成立。特勒根定理的另一个常用推广是对拓扑结构相同（关联矩阵相同）的两个不同网络的支路电压和电流的积之和仍为零。即：
{\displaystyle \sum _{k=1}^{b}U_{k1}I_{k2}=0.}
{\displaystyle \sum _{k=1}^{b}U_{k2}I_{k1}=0.}
式中{\displaystyle U_{k1}}、{\displaystyle I_{k1}}是第一个网络的电流电压，{\displaystyle U_{k2}}、{\displaystyle I_{k2}}是第二个网络的电流电压。特勒根原理的这一推广可导出二端口网络的许多性质。

## 定义
为证明这一定理，我们给出一些名词的定义：
关联矩阵：
关联矩阵{\displaystyle \mathbf {A_{a}} }是描述图的独立节点和支路的关联情况的{\displaystyle n_{t}\times n_{f}}矩阵，其元素{\displaystyle a_{ij}}满足：
{\displaystyle a_{ij}={\begin{cases}1,&{\text{如果支路}}j{\text{与节点}}i{\text{相关联，且支路方向背离节点}}\\-1,&{\text{如果支路}}j{\text{与节点}}i{\text{相关联，且支路方向指向节点}}\\0,&{\text{如果支路}}j{\text{与节点}}i{\text{无关联}}\end{cases}}}
我们再引入参考节点{\displaystyle P_{0}}。由图论易知，关联矩阵的各行并非相互独立的，其和为零。故除去描述{\displaystyle P_{0}}的那一行后得到的{\displaystyle (n_{t}-1)\times n_{f}}矩阵{\displaystyle \mathbf {A} }仍能描述图的拓扑性质。这一矩阵被称为降阶关联矩阵。一般如不特殊说明，关联矩阵即指降阶关联矩阵。
基尔霍夫定律的矩阵表示:
- 基尔霍夫电流定律：

{\displaystyle \mathbf {A} \mathbf {I} =\mathbf {0} }
- 基尔霍夫电压定律：

{\displaystyle \mathbf {U} =\mathbf {A^{T}} \mathbf {u} }
{\displaystyle u_{k}}表示各节点相对{\displaystyle P_{0}}的电势差.

## 证明
由KVL有：
{\displaystyle {\begin{aligned}\mathbf {U^{T}} \mathbf {I} =\mathbf {(A^{T}u)^{T}} \mathbf {I} =\mathbf {(u^{T}A)} \mathbf {I} =\mathbf {u^{T}AI} =\mathbf {0} \end{aligned}}}
由KCL{\displaystyle \mathbf {AI} =\mathbf {0} }，则：
{\displaystyle \sum _{k=1}^{b}U_{k}I_{k}=\mathbf {U^{T}} \mathbf {I} =0}

## 应用
许多物理系统都可以进行网络模拟以分析其动力学性质。特勒根定理对这些网络都适用，其中应用得最多的还是传统的电路分析领域。特勒根定理在滤波器设计方面有广泛的应用。
特勒根定理还可以应用于生化过程的研究。类似热力学不可逆的动力学系统可以模拟为满足基尔霍夫定律的电路，再运用特勒根定理来研究反应网络的拓扑结构（例如反应机理与代谢网络）。
特勒根定理亦可用于求复杂系统如化工厂和炼油厂的稳定性和优化方案。类似的有生产节点和物流链的过程系统均可用特勒根定理分析其生产与消费。
描述过程系统的特勒根定理形如：
{\displaystyle \sum _{j=1}^{n_{P}}W_{j}{\frac {\operatorname {d} Z_{j}}{\operatorname {d} t}}=\sum _{k=1}^{n_{f}}W_{k}f_{k}+\sum _{j=1}^{n_{P}}w_{j}p_{j}+\sum _{j=1}^{n_{t}}w_{j}t_{j},\quad j=1,\dots ,n_{p}+n_{t}}
式中{\displaystyle p_{j}}表示生产，{\displaystyle t_{j}}表示连接终端，{\displaystyle {\frac {\operatorname {d} Z_{j}}{\operatorname {d} t}}}表示动态仓储。